# Irina Parpulova
Irina Parpulova (în bulgară Ирина Парпулова; n. 22 septembrie 1931, Taraclia, România – d. 25 iunie 2009) a fost o jucătoare de dame sovietică și moldoveană, maestru al sportului din URSS, de 4 ori campioană a URSS printre dame „rurale” și medaliată cu argint al campionatului URSS (1960). A fost primul maestru al sportului în rândul femeilor din Moldova și președintele Federației de dame din RM.
Soțul ei (și antrenorul) a fost Iosif Funk, „antrenor onorific” de dame din Moldova.

## Biografie
S-a născut în târgul Taraclia din județul Cahul, Basarabia (România interbelică). A activat în domeniul securității sociale. A fost distinsă cu titlul de „Muncitor onorat” al RSS Moldovenească. A fost de asemenea, distinsă cu Ordinul Steagului Roșu al Muncii și medalia „pentru distincție în muncă” (1957).
A murit pe 25 iunie 2009, după o boală prelungită.